# 마타요시 미쓰오

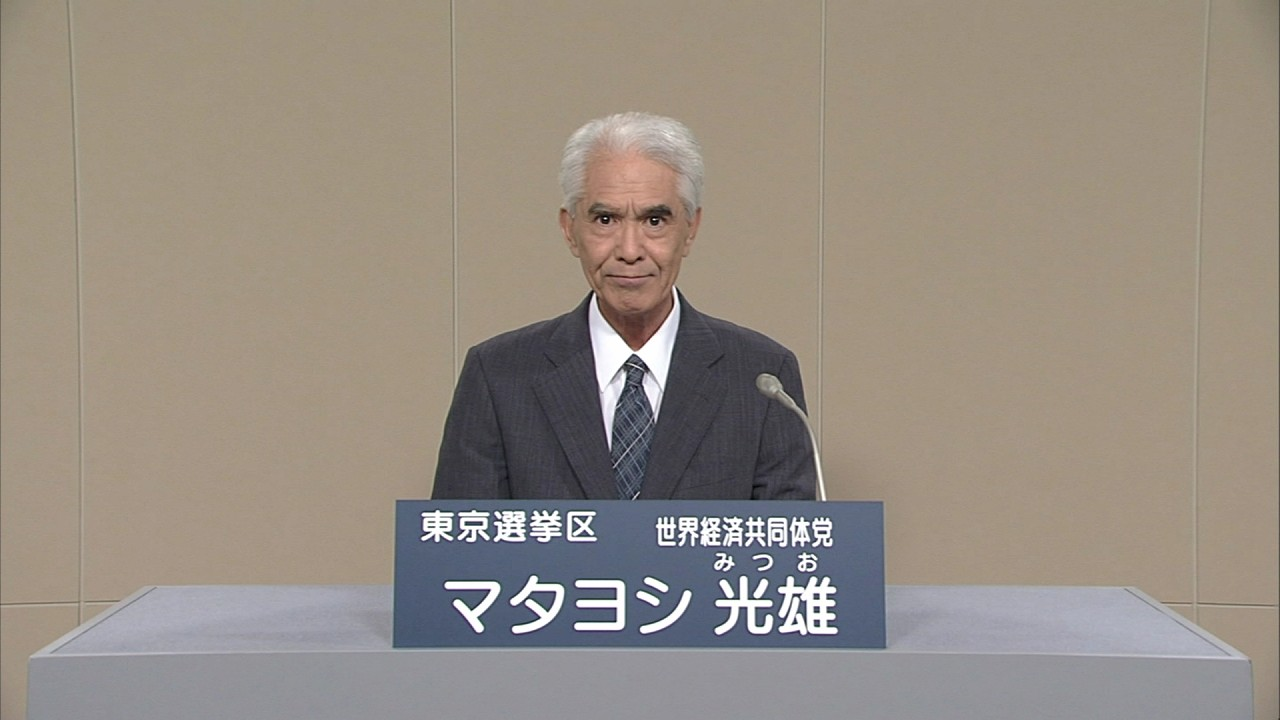
2010년 7월 2일의 정견방송 중

마타요시 미쓰오(일본어: 又吉光雄, 1944년 2월 5일 ~ 2018년 7월 20일), 자칭 마타요시 예수(일본어: 又吉イエス 마타요시 이에스[*])는 일본의 군소정당 정치인이었다. 스스로를 "유일신 마타요시 예수"라고 주장한 것으로 잘 알려져 있다.

## 생애
1944년에 오키나와현의 기노완시에서 태어났다. 1968년에 주오 대학 상과를 졸업하고 직장인, 학원 원장, 교회 목회자 등의 여러 직업을 두루 거쳤다. 1996년에 있었던 주페루 일본 대사관 점거 사건 당시에는 페루 정부와 게릴라를 설득하겠다며 오키나와에서 페루로 날아가기도 했다.
1997년에 스스로 세계경제공동체당이라는 당을 만들고, 기노완시 시장선거에 출마한 것을 계기로 오키나와현 현지사 선거, 나고시 시장선거, 기노완 시 시장선거등에 입후보했으나 모두 낙선에 그쳤다. 2002년에 있었던 오키나와현지사 선거때는 "오키나와 현민이 유일신 마타요시 예수를 차기 오키나와 현 지사로 뽑지 않는다면 우리 세계경제공동체당 본부는 도쿄로 옮겨가겠다. 이것은 자자손손 오키나와 현민의 수치이거늘 그래도 좋은가?"라는 괴이한 공약을 내걸었으나 낙선했다. 실제로 공약대로 2003년에는 세계경제공동체당 본부는 도쿄로 이전했다. 도쿄에서 43회 중의원 총선거와 20회 참의원선거에도 출마하였으나 모두 낙선하였다.
선거 홍보 포스터에 들어간 괴이한 문구와 정견방송에서의 "고이즈미 준이치로(당시 경쟁 후보)는 배를 갈라 죽어야 한다", "마타요시 예수가 지옥불 속으로 던져 넣을 것이다" 등의 과격 발언으로 화제를 일으켰다. 2004년 이후에는 세계경제공동체당의 공식 홈페이지를 만들어 온라인 홍보도 병행하였다. 2005년 8월에 있었던 제44회 일본 중의원 의원 총선거때 도쿄 1구에 재출마하지만 낙선한다. 2007년 7월의 제21회 일본 참의원 의원 선거 당시 도쿄도 선거구에 입후보하여 10번의 출마 끝에 최하위 득표는 모면했으나 역시 낙선했다. 2009년 8월 30일에 있었던 제45회 일본 중의원 의원 총선거에서 도쿄 1구에 출마하였으나 낙선하였다.
2018년 6월 30일 건강 악화를 이유로 은퇴를 선언했으며, 같은 해 7월 20일 암으로 사망했다고 발표되었다.

## 저서
- 《재림 그리스도 유일신 마타요시 예수는 일본과 세계를 어떻게 할 것인가》（나하출판、 ISBN 4-89095-137-7、2003년 5월 31일）

## 과거 선거결과
| 선거일     | 선거이름                       | 득표수  | 1위와 격차    |
| ---------- | ------------------------------ | ------- | ------------- |
| 1997.07.13 | 기노완 시장선거                | 516표   | 18,082표차    |
| 1998.07.14 | 참의원선거・오키나와 현 선거구 | 4,007표 | 239,481표차   |
| 1998.11.15 | 오키나와 현지사 선거           | 2,649표 | 372,184표차   |
| 2001.07.15 | 기노완 시장선거                | 2,111표 | 19,121표차    |
| 2002.02.03 | 나고 시장선거                  | 80표    | 20,276표차    |
| 2002.11.17 | 오키나와 현지사선거            | 4,330표 | 355,274표차   |
| 2003.11.09 | 도쿄1구 중의원 선거            | 698표   | 104,525표차   |
| 2004.07.11 | 도쿄도 선거구 참의원 선거      | 8,382표 | 1,005,911표차 |
| 2005.09.11 | 도쿄1구 중의원선거             | 1,557표 | 148,337표차   |
| 2007.07.29 | 도쿄도 선거구 참의원 선거      | 5,289표 | 1,082,454표차 |

## 같이 보기
- 도야마 고이치
- 허경영